# Henk Beckers
H.G.J.M. (Henk) Beckers (Mheer, 30 mei 1944) is een Nederlands notaris en bestuurder en een voormalig politicus namens de VVD.

## Levensloop
Beckers genoot zijn middelbareschoolopleiding aan de hbs en studeerde daarna notarieel recht aan de Katholieke Universiteit Nijmegen en sociologie aan de Rijksuniversiteit Utrecht (niet afgemaakt).
Van 1975 tot 1981 was Beckers kandidaat-notaris. Hij vervolgde zijn loopbaan als directeur bij het Kadaster, van 1981 tot 1994. Daarna was hij van 1994 tot 2004 lid van de raad van bestuur van het Kadaster.
Op 16 maart 2006 werd Beckers beëdigd als gemeenteraadslid van 's-Hertogenbosch, wat hij bleef tot 11 maart 2010. Van 7 juni 2011 tot 9 juni 2015 was Beckers lid van de Eerste Kamer der Staten-Generaal. Hij hield zich in deze functie met name bezig met pensioenen, sociale zekerheid en alcoholwetgeving. Daarnaast is Beckers adviseur bij/van Stichting Ondernemersklankbord, vanaf 2004 en lid van het Startersplatform, vanaf 2005. Hij zetelde ook namens de liberale fractie in het Benelux-parlement.
- Parlement.com: vimal84ex4y8